# Goring Heath
Goring Heath – osada i civil parish w Anglii, w Oxfordshire, w dystrykcie South Oxfordshire. W 2011 roku civil parish liczyła 1227 mieszkańców.